# Kastell Pleșa
Das Kastell Pleșa, auch Kastell Bumbești Jiu – Pleșa genannt, ist ein römisches Auxiliarlager oder ein Marschlager auf dem Gebiet des Dorfes Pleșa, eines Ortsteils von Bumbești-Jiu, einer Kleinstadt im Kreis Gorj in Rumänien. Es liegt in der Kleinen Walachei, im Vorland der Südkarpaten, zwischen den Ausläufern der Gebirge Vâlcan im Westen und Parâng im Osten. In antiker Zeit war es möglicherweise Bestandteil des Dakischen Limes und gehörte administrativ zur Provinz Dacia inferior und später, falls es so lange existiert haben sollte, zur Dacia Malvensis.

## Lage
Das Kastell liegt südlich des Dorfes Pleșa und östlich des Dorfes Gornacel, unweit westlich des Ufers des Flusses Jiu und südlich des Baches Porcu, der in den Jiu mündet. Es ist auf seiner westlichen Seite zerstört und im Gelände nicht wahrnehmbar.

## Forschungsgeschichte
Das Kastell Pleșa wurde nur wenig erforscht. Archäologische Ausgrabungen erfolgten 1979 unter der Leitung von Constantin C. Petolescu und 1983 durch Cristian M. Vlădescu.

## Archäologische Befunde
Bei der Militäranlage in Pleșa handelt es sich um ein Holz-Erde-Lager. Es hatte einen rechteckigen Grundriss von 140 m mal 266/270 m, was einer Fläche von rund 3,9 Hektar entspricht. Das Kastell war nach den Himmelsrichtungen ausgerichtet, wobei die Schmalseiten nach Osten und Westen wiesen. Geschützt wurde es von einem bis zu zehn Meter breiten und durchschnittlich 2,50 m hohen Holz-Erde-Wall, vor dem nach einer zwei Meter breiten und mit Flussgeröll befestigten Berme als Annäherungshindernis ein einfacher, zwei bis sechs Meter breiter und durchschnittlich 1,5 m tiefer Graben verlief. In den Mitten der Schmalseiten und an jeweils zwei Stellen der Längsseiten befanden sich Tore. Türme wurden nicht festgestellt, was aber daran liegen mag, dass diese bei der Aufgabe des Kastells niedergebrannt worden sein könnten. Im Inneren des Lagers konnten kaum Spuren nachgewiesen werden. Die Via sagularis (Lagerringstraße) bestand aus Flusskieseln. Ihr zwischen 25 cm und 35 cm mächtiges Packlager mit dem Oberbau besaß einen leicht konvexen Querschnitt. Flankiert war die Straße auf beiden Seiten von Wasserabflussrinnen. Das Lager datiert auf die frühe Zeit der römischen Eroberung, vermutlich auf den ersten Dakischen Krieg. Die nur spärliche Anzahl an Funden deutet darauf hin, dass die Anlage nicht allzu lange in Funktion war. Entweder wurde sie danach durch eines der anderen Kastelle auf dem Gebiet von Bumbești-Jiu abgelöst oder es war ein Marschlager, das von vornherein nur zum temporären Gebrauch bestimmt war. Zum Fundmaterial zählen Keramik (Gefäße und Spindeln), Waffen (Schleuderkugeln, Speer- und Pfeilspitzen) und ein unter Domitian geprägten Aureus.

## Fundverbleib und Denkmalschutz
Die Funde aus den hier besprochenen Anlagen befinden sich heute im Muzeul Județean Gorj (Kreismuseum Gorj) in Târgu Jiu.
Der Zustand der Bodendenkmale auf dem Gebiet der Stadt Bumbești-Jiu insgesamt und die Untätigkeit der zuständigen Behörden wurden in rumänischen Online-Medien zumindest zeitweise heftig diskutiert.
Die archäologische Stätte ist nach dem 2001 verabschiedeten Gesetz Nr. 422/2001 als historisches Denkmal unter Schutz gestellt. Das Gelände ist mit dem LMI-Code GJ-I-s-B-09129 in der nationalen Liste der historischen Monumente (Lista Monumentelor Istorice) eingetragen. Der entsprechende RAN-Codes lautet 79317.04. Zuständig ist das Ministerium für Kultur und nationales Erbe (Ministerul Culturii şi Patrimoniului Naţional), insbesondere das Generaldirektorat für nationales Kulturerbe, die Abteilung für bildende Kunst sowie die Nationale Kommission für historische Denkmäler sowie weitere, dem Ministerium untergeordnete Institutionen. Ungenehmigte Ausgrabungen sowie die Ausfuhr von antiken Gegenständen sind in Rumänien verboten.